# Радіус збіжності
У математичному аналізі (комплексному або дійсному) радіусом збіжності степеневого ряду називається невід'ємне дійсне число (або нескінченність), таке що в усіх точках розташованих на відстані від центру степеневого ряду меншій, ніж це число цей ряд збігається. До того ж виявляється, що ряд збігається абсолютно у всіх точках круга з цим радіусом і в усіх точках  розташованих на відстані від центру степеневого ряду більшій, ніж радіус збіжності, ряд обов'язково розбігається. Поняття степеневих рядів їх радіусів і кругів збіжності відіграють дуже важливу роль в різних розділах аналізу.

## Означення
Нехай {\displaystyle \sum _{n=0}^{\infty }a_{n}\left(z-z_{0}\right)^{n}} — степеневий ряд, де {\displaystyle a_{n},z_{0}} — деякі числа (дійсні або комплексні). 
Радіусом збіжності {\displaystyle R} називається супремум всіх невід'ємних дійсних чисел {\displaystyle r}, таких, що для всіх {\displaystyle z} для яких {\displaystyle |z-z_{0}|<r} ряд {\displaystyle \sum _{n=0}^{\infty }a_{n}\left(z-z_{0}\right)^{n}} є збіжним.
Множина {\displaystyle \left\{|z-z_{0}|<R\right\}\;} називається кругом збіжності степеневого ряду (також інтервалом збіжності, якщо розглядаються дійсні числа і дійсні степеневі ряди).
Двома крайніми випадками є коли радіус збіжності є рівним нулю (і круг чи інтервал збіжності є точкою) і коли радіус збіжності є рівним нескінченності (і круг збіжності — всій комплексній площині, а інтервал збіжності — дійсній прямій).

## Властивості
- Теорема Абеля: Нехай ряд {\displaystyle \sum _{n=0}^{\infty }a_{n}\left(z-z_{0}\right)^{n}} має радіус збіжності {\displaystyle R}. Тоді в кругу збіжності {\displaystyle \left\{|z-z_{0}|<R\right\}\;} цей ряд є абсолютно збіжним і також рівномірно збіжним по {\displaystyle {z}} на будь-якій компактній підмножині цього круга. Натомість у всіх точках за межами замикання круга збіжності (тобто точках для яких {\displaystyle |z-z_{0}|>R} ) ряд є розбіжним. На колі {\displaystyle |z-z_{0}|=R} ряд може збігатися абсолютно в одних точках, збігатися умовно в інших і бути розбіжним ще в інших.
- Для знаходження радіуса збіжності можна використати формулу Коші — Адамара: {\displaystyle {1 \over R}={\varlimsup \limits _{n\rightarrow +\infty }}\,|a_{n}|^{1/n}}.
- В багатьох випадках зручніше використовувати варіант ознаки Д’Аламбера.

Позначимо {\displaystyle r_{1}={\frac {1}{\varlimsup \limits _{n\rightarrow +\infty }\left|{\frac {a_{n+1}}{a_{n}}}\right|}}=\varliminf \limits _{n\rightarrow +\infty }\left|{\frac {a_{n}}{a_{n+1}}}\right|} і {\displaystyle r_{2}={\frac {1}{\varliminf \limits _{n\rightarrow +\infty }\left|{\frac {a_{n+1}}{a_{n}}}\right|}}=\varlimsup \limits _{n\rightarrow +\infty }\left|{\frac {a_{n}}{a_{n+1}}}\right|}. Тоді {\displaystyle r_{1}\leqslant R\leqslant r_{2}} і {\displaystyle r_{1}=R=r_{2}=\lim \limits _{n\to \infty }\left|{\frac {a_{n}}{a_{n+1}}}\right|}, якщо ця границя існує.
- Сума степеневого ряду у межах круга збіжності є голоморфною функцією.
- Радіус збіжності степеневого ряду з центром у точці {\displaystyle z_{0}} рівний відстані (на комплексній площині) до найближчої точки, в якій функцію {\displaystyle f(z)} — суму ряду не можна визначити так щоб вона була голоморфною. В межах круга збіжності степеневий ряд буде рядом Тейлора цієї функції.
- Нехай {\displaystyle F(z)} і {\displaystyle G(z)} — два степеневі ряди з радіусами збіжності {\displaystyle {R_{F}}} і {\displaystyle {R_{G}}}. Тоді

{\displaystyle R_{F+G}\geq \min\{R_{F},\,R_{G}\}}
{\displaystyle R_{F\cdot G}\geq \min\{R_{F},R_{G}\}}
{\displaystyle R_{F'}\,=\,R_{F}}
- Якщо у ряду {\displaystyle G(z)} додатково вільний член є рівним нулю, то

{\displaystyle R_{F\circ G}\geq {R_{F} \over {R_{F}+1}}R_{G}}

## Приклади
- Для многочленів {\displaystyle \sum _{n=0}^{k}a_{n}\left(z-z_{0}\right)^{n}} радіус збіжності очевидно рівний нескінченності.
- Ряд {\displaystyle \sum _{n=0}^{\infty }(-1)^{n}z^{2n}} має радіус збіжності рівний одиниці, що легко отримується за допомогою формули Коші — Адамара чи ознаки Д'Аламбера. Його сумою в одиничному крузі є функція {\displaystyle f(z)={\frac {1}{1+z^{2}}}}. Ця функція має особливі точки у {\displaystyle \{-i,i\}}, які розташовані на відстані 1 від початку координат (що є центром даного степеневого ряду). Це узгоджується із властивостями голоморфних функцій і їх рядів Тейлора.
- Ряд {\displaystyle \arctan(z)=z-{\frac {z^{3}}{3}}+{\frac {z^{5}}{5}}-{\frac {z^{7}}{7}}+\cdots } має радіус збіжності рівний 1, що легко випливає з формули Коші — Адамара чи функції арктангенс.
- Для ряду {\displaystyle {\frac {z}{e^{z}-1}}=\sum _{n=0}^{\infty }{\frac {B_{n}}{n!}}z^{n}}, де {\displaystyle B_{n}} — числа Бернуллі, радіус збіжності найпростіше знайти за допомогою властивостей функції у лівій частині. Вона може мати особливі точки тільки там де її знаменник є рівним нулю. Окрім того, {\displaystyle z=0} є усувною особливою точкою. Загалом особливі точки мають вигляд {\displaystyle z=2\pi n,\;n\in \mathbb {Z} .} Серед ненульових з них найближчі розташовані до нуля на відстані {\displaystyle 2\pi } і тому {\displaystyle R=2\pi }.
- Ряд {\displaystyle \sum _{n=0}^{\infty }(nz)^{n}} має радіус збіжності рівний 0.

## Збіжність на границі круга збіжності
На границі круга збіжності (тобто на колі радіуса {\displaystyle R} з центром у центрі степеневого ряду) можливі різні варіанти щодо збіжності ряду: він може збігатися абсолютно, неабсолютно або взагалі розбігатися. Нижче наведено кілька прикладів для рядів із одиничним радіусом збіжності.

### Приклади
- Ряд {\displaystyle \sum _{n=0}^{\infty }z^{n},} що є рядом Тейлора функції {\displaystyle f(z)={\frac {1}{1-z}}} в точці {\displaystyle z=0} є розбіжним у всіх точках границі.

- Ряд {\displaystyle \sum _{n=1}^{\infty }{\frac {1}{n}}z^{n},} що є рядом Тейлора функції {\displaystyle f(z)=-\ln(1-z)} в точці {\displaystyle z=0}

є розбіжним у точці 1 (у цьому випадку отримуємо гармонічний ряд) але є збіжним (неабсолютно) у всіх інших точках границі.
- Ряд {\displaystyle \sum _{n=1}^{\infty }{\frac {1}{n^{2}}}z^{n}} є абсолютно збіжним на всіх точках границі.

- Приклад Серпінського. Ряд :{\displaystyle \sum _{i=1}^{\infty }a_{i}z^{i}}, де {\displaystyle a_{i}={\frac {(-1)^{n-1}}{2^{n}n}}} для {\displaystyle n=\lfloor \log _{2}(i)\rfloor +1} є рівномірно збіжним на колі {\displaystyle z=1} але не є абсолютно збіжним [1]

### Критерії збіжності на границі
- Ознака Д’Аламбера: Якщо при {\displaystyle n>N} і {\displaystyle \alpha >1} виконано нерівність

{\displaystyle \left|{a_{n} \over a_{n+1}}\right|\geq R\left(1+{\alpha  \over n}\right)}
тоді степеневий ряд {\displaystyle \Sigma \,a_{n}z^{n}} є абсолютно збіжним в усіх точках кола {\displaystyle {|z|=R}} і збіжність є рівномірною по {\displaystyle z}. Цю ознаку зокрема можна використати для доведення абсолютної збіжності у всіх точках границі для ряду з третього прикладу.
- Ознака Діріхле: Якщо всі коефіцієнти степеневого ряду {\displaystyle \Sigma \,a_{n}z^{n}} є додатними дійсними числами і послідовність {\displaystyle a_{n}} монотонно збігається до нуля, тоді цей ряд є збіжним в усіх точках кола {\displaystyle {|x|=1}}, окрім, можливо, точки {\displaystyle {x=1}}. Цю ознаку зокрема можна використати для доведення збіжності у всіх точках границі за винятком 1 для ряду з другого прикладу.
- Теорема Ландау. Нехай {\displaystyle \sum _{n=0}^{\infty }a_{n}z^{n}} — степеневий ряд з одиничним радіусом збіжності і {\displaystyle a_{n}=o\left({1 \over n}\right)}. Для кута {\displaystyle \varphi _{0}\in {\Big [}0,{\pi  \over 2}{\Big )}} позначимо {\displaystyle W_{\varphi _{0}}=\left\{z=1-e^{i\varphi }\ \left|\ r\geqslant 0,\;\varphi \in [-\varphi _{0},\varphi _{0}]\right.\right\}}. Іншими словами {\displaystyle W_{\varphi _{0}}} є регіоном комплексної площини обмеженим двома променями, що йдуть від точки 1 у лівій комплексній півплощині з кутом {\displaystyle 2\varphi _{0}} симетрично щодо дійсної прямої.

Якщо існує послідовність {\displaystyle z_{n}\in D(0,1)\cap W_{\varphi _{0}}} для деякого {\displaystyle \varphi _{0}\in {\Big [}0,{\pi  \over 2}{\Big )}}, така що {\displaystyle \lim _{n\to \infty }z_{n}=1}, ціла частина числа {\displaystyle \left[{\frac {1}{|1-z|^{-1}}}\right]=n} для {\displaystyle n} починаючи з деякого числа і {\displaystyle \lim _{n\to \infty }f(z_{n})=\alpha }. Тоді {\displaystyle \sum _{n=0}^{\infty }a_{n}=\alpha }.

## Степеневі ряди багатьох змінних
Для степеневих рядів багатьох змінних аналогом круга збіжності є логарифмічно опукла повна область Рейнхардта. Натомість кожна логарифмічно опукла повна область Рейнхардта є областю збіжності деякого степеневого ряду.
Також можна дати означення полікруга збіжності, як полікруга, в кожній точці якого степеневий ряд збігається абсолютно і не існує жодного полікруга, що строго містить цей полікруг, для якого теж би виконувалася ця властивість. Мультирадіус цього полікруга називається мультирадіусом збіжності. Координати мультирадіуса мають задовольняти співвідношення із коефіцієнтами ряду які випливають із формули Коші — Адамара. Всі полікруги, що задовольняють ці співвідношення є полікругами збіжності даного степеневого ряду. Довільний полікруг є полікругом збіжності деякого степеневого ряду.